# Robert Morneau
Robert Fealey Morneau (ur. 10 września 1938 w New London, Wisconsin) – amerykański duchowny katolicki, biskup pomocniczy diecezji Green Bay w latach 1978-2013.
Święcenia kapłańskie otrzymał w dniu 28 maja 1966. Służył duszpastersko na terenie rodzinnej diecezji.
19 grudnia 1978 mianowany biskupem pomocniczym Green Bay ze stolicą tytularną Massa Lubrense. Sakry udzielił mu bp Aloysius Wycislo. 
7 października 2013 papież Franciszek przyjął jego rezygnację z pełnionego urzędu złożoną ze względu na wiek.